# Heliodiaptomus kolleruensis
Heliodiaptomus kolleruensis é uma espécie de crustáceo da família Diaptomidae. É endémica da Índia.